# Soul Mover
„Soul Mover“ (на български: Душевен двигател) е десетият студиен албум на бившия баскитарист и вокалист на легендарната хардрок група Дийп Пърпъл – Глен Хюз. Албумът е издаден през 2005 година и се превръща в най-продавания соло албум на изпълнителя до издаването на последвалия го Music For The Divine през 2006 година.
Стилистично, „Soul Mover“ е издържан в характерния за Хюз фънк хардрок.
Във всички композиции, на ударните инструменти свири барабанистът на Ред Хот Чили Пепърс – Чад Смит, който изпълнява една песен и в предишния албум на Хюз. Основният китарист в произведението е работещият постоянно с Хюз – Джей Джей Марш, който е и съавтор на голяма част от композициите. За заглавната песен „Soul Mover“ в изпълнението се включва бившият китарист на Джейнс Адикшън и Ред Хот Чили Пепърс – Дейв Наваро. Към австралийското издание на албума, като бонус е включена кавър версия на класическата песен на Муди Блус – Nights in White Satin. В това изпълнение се включва друг бивш член на Ред Хот Чили Пепърс – китаристът Джон Фрушанте.
Заглавната композиция „Soul Mover“ е заснета и на официален видеоклип. Той показва изпълнението на песента насред калифорнийската пустиня с участници Хюз, Наваро и Смит.

## Списък на песните
1. „Soul Mover“ – 4:25 (Хюз)
2. „She Moves Ghostly“ – 5:11 (Хюз, Марш)
3. „High Road“ – 4:58 (Хюз)
4. „Orion“ – 4:15 (Хюз, Марш)
5. „Change Yourself“ – 4:27 (Хюз)
6. „Let it Go“ – 6:47 (Хюз)
7. „Dark Star“ – 3:51 (Хюз, Марш)
8. „Isolation“ – 4:36 (Хюз, Марш) (само в европейската и австралийската версия)
9. „Land of the Livin'“ (Wonderland) – 4:54 (Хюз, Марш)
10. „Miss Little Insane“ – 4:21 (Хюз)
11. „Last Mistake“ – 5:04 (Хюз, Марш)
12. „Don't Let me Bleed“ – 7:31 (Хюз, Марш)

Бонус за австралийското издание:
1. Nights in White Satin – 4:56 (кавър на композиция на Муди Блус)

## Музиканти
- Глен Хюз – вокали, баскитара
- Джей Джей Марш – китари
- Ед Рот – клавишни
- Чад Смит – барабани
- Дейв Наваро – китари в песен 1
- Джон Фрушанте – китари в песен 13